# آرتم پریما
آرتم پریما (اوکراینی: Артем Прима؛ زادهٔ ۳۰ مهٔ ۱۹۸۷) ورزشکار دوگانه اهل اوکراین است.
وی از ورزشکاران دوگانه در بازی‌های المپیک زمستانی بوده است.